# Makarska International Championships 1998
Il Makarska International Championships 1998 è stato un torneo di tennis giocato sulla terra rossa. È stata la 1ª edizione del torneo, che fa parte della categoria Tier IV nell'ambito del WTA Tour 1998. Si è giocato a Macarsca in Croazia, dal 13 al 19 aprile 1998.

## Campionesse

### Singolare
Květa Hrdličková ha battuto in finale  Li Fang con il punteggio di 6–3, 6–1

### Doppio
Tina Križan /  Katarina Srebotnik hanno battuto in finale  Karin Kschwendt /  Evgenija Kulikovskaja con il punteggio di 7–6, 6–1